# Black Sails in the Sunset
Black Sails in the Sunset (англ. Чёрные паруса на закате) — четвёртый студийный альбом американской рок-группы AFI. Выпущен 18 мая 1999 года на лейбле Nitro Records. Это первый альбом, записанный нынешним составом группы: Джейд Пьюджет заменил Марка Стофолезе, уйдя из Redemtion 87 и возглавил написание музыки для песен, что очень заметно; стоит лишь сравнить Black Sails in the Sunset с предыдущим лонгплеем — Shut Your Mouth and Open Your Eyes.

## Предыстория и музыка

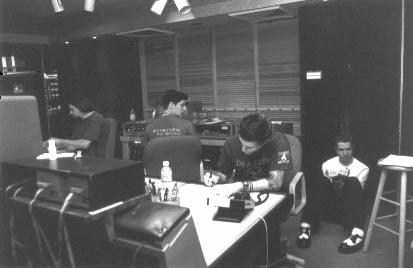
AFI в студии Art of Ears в Хейворде, Калифорния, во время записи Black Sails in the Sunset

Участники группы, без Джейда Пьюджета, были соседями по комнате, когда гитарист Марк Стофолезе покинул AFI. Пьюджет только что окончил колледж и жил в комнате Дэйви Хэвока, пока группа была в турне. Они попросили его присоединиться к группе в качестве нового гитариста и сразу же приступили к написанию альбома; Пьюджет уже написал основу для «Malleus Maleficarum». Группа описывает альбом как формирующий начало их последующего звучания, которое содержит более мелодичный вокал, в отличие от их первых трёх альбомов, которые поддерживают быстрое, немелодичное панк-звучание. «God Called in Sick Today» стала первой песней группы в стиле баллады.
Black Sails in the Sunset стал музыкальным поворотным моментом, который отличался более мрачным звучанием, смешивающим оригинальные хардкорные корни группы с мрачными романтическими влияниями и акцентом на более мрачную атмосферу и тексты песен. Позже в The New York Times назвали это моментом, когда Хэвок «превратился в настоящего певца и автора песен». В этот период стиль AFI считался панк-роком. Влияние дэт-рока и готик-рока также было очевидным. Фронтмен Offspring Декстер Холланд был бэк-вокалистом на двух треках.

## Художественное оформление
Название группы и альбома напечатаны серебристым полуотражающим шрифтом Caslon Antique на внешней стороне обложки. Группа поручила иллюстратору Алану Форбсу изобразить на обложке черепа, появляющиеся из воды. Басист Хантер Бёрган позже поделился концептуальным дизайном от Forbes, на котором отчётливо изображён скелет и другие лица и кости.
На обложке альбома изображён беспокойный чёрно-синий океан под оранжевым небом и тёмными облаками. На горизонте, в дальнем правом углу, виден корабль с чёрными парусами.
На задней стороне обложки изображён тот же горизонт, но без корабля, который изображён белым цветом на этикетке CD и за треем для компакт-дисков. На внутренней стороне корпуса компакт-диска имеется надпись «За гранью и во веки веков я стою», слова из скрытого трека «Midnight Sun». На обложке альбома изображён корабль во время шторма, а также фотографии группы и более декоративный логотип.

## Критический приём
| Оценки критиков               | Оценки критиков |
| Источник                      | Оценка          |
| ----------------------------- | --------------- |
| AllMusic                      | [ 1 ]           |
| Alternative Press             | [ 3 ]           |
| Punknews.org                  | [ 11 ]          |
| The Rolling Stone Album Guide | [ 12 ]          |

Black Sails in the Sunset были хорошо восприняты критиками. Alternative Press дала альбому четыре с половиной звезды из пяти, отметив, что «с новым гитаристом Джейд Пьюджет, добавившим ощущение задумчивости, театрального красноречия к мрачному пост-хардкору диска, AFI практически заново изобрели себя», и «с более длинными, глубокими, богатыми, более сложными композиции, которые они когда-либо пробовали раньше, Black Sails решает всё, начиная от задумчивого хардкора… под мерцающую балладу…» Издание также зашло так далеко, что заявило, что альбом является «их первой эпопеей».
DecoyMusic похвалил лирический вклад Хэвока в альбом, высоко оценив его усилия «найти себя», сказав, что «то, как он выражает свои чувства, — это чистая поэзия». В заключение Ярборо порекомендовал альбом «всем, кто любит тяжёлый панк».
В 2021 году журнал Metal Hammer назвал его одним из 20 лучших металлических альбомов 1999 года.

## Список композиций
Слова и музыка всех песен — AFI.
| №   | Название                                               | Длительность |
| --- | ------------------------------------------------------ | ------------ |
| 1.  | «Strength Through Wounding»                            | 1:33         |
| 2.  | «Porphyria Cutanea Tarda»                              | 2:07         |
| 3.  | «Exsanguination»                                       | 2:48         |
| 4.  | «Malleus Maleficarum»                                  | 4:01         |
| 5.  | «Narrative of Soul Against Soul»                       | 2:29         |
| 6.  | «Clove Smoke Catharsis» (с участием Декстера Холланда) | 4:38         |
| 7.  | «The Prayer Position» (с участием Декстера Холланда)   | 3:27         |
| 8.  | «No Poetic Device»                                     | 2:16         |
| 9.  | «The Last Kiss»                                        | 3:02         |
| 10. | «Weathered Tome»                                       | 2:12         |
| 11. | «At A Glance»                                          | 4:00         |
| 12. | «God Called In Sick Today»                             | 3:24         |
| 13. | «Midnight Sun» (Скрытый трек)                          | 3:04         |

| №  | Название   | Длительность |
| -- | ---------- | ------------ |
| 7. | «Lower It» | 2:18         |

| №   | Название                   | Длительность |
| --- | -------------------------- | ------------ |
| 13. | «Who Knew?» (Скрытый трек) | 2:16         |

## Бонусы и неизданные треки
- «Lower It» бонус-трек, изданный только на виниле, где имеет номер 7[14]. Позже появляется в компиляции AFI[15].
- «Who Knew?» — специальный трек для Black Sails EP[16]. Также появляется как бонус-трек в японском издании альбома[17].
- «Transference» можно найти в компиляции No Time to Kill. Одна из немногих песен AFI, в которой во время припева первым вокалистом является Хантер Бёрган[18][19].
- «The Chicken Song» — скрытый трек в компиляции No Time to Kill[19]. Эта весёлая песня пришла Джейду в голову, когда он ел цыплёнка. Хантер играет на фортепиано, а Дэйви и Джейд поют дуэтом. Группа шутливо отрицает существование этой песни.
- «Weight of Words», как известно, была записана во время сессии Black Sails in the Sunset, но так и не была выпущена. Также, неофициальный сборник бонус-треков часто называют именно The Weight of Words.